# Une époque formidable…
Pour plus de détails, voir Fiche technique et Distribution.
Une époque formidable… est un film français réalisé par Gérard Jugnot et sorti en 1991.

## Synopsis
Michel Berthier, cadre moyen dans une société spécialisée dans la vente de matelas, se fait licencier. Voulant à tout prix avoir un enfant avec sa femme Juliette, qui en a déjà deux d'un premier mariage, il ne dit rien, mais se retrouve très vite en situation de devoir quitter le foyer familial. Après quelques mésaventures, Michel Berthier rencontre Crayon, Mimosa et le Toubib, qui deviennent ses compagnons d'infortune. Il est un nouveau pauvre parmi les SDF.

## Fiche technique
- Titre original : Une époque formidable…
- Réalisation : Gérard Jugnot
- Scénario : Gérard Jugnot et Philippe Lopes-Curval
- Musique : Francis Cabrel
- Photographie : Gérard de Battista
- Montage : Catherine Kelber
- Décors : Geoffroy Larcher
- Production : Alain Depardieu et Jean-Claude Fleury
- Sociétés de production : Ciby 2000, Générale de Productions Françaises et Internationales (GPFI), TF1 Films Production et Novo Arturo Films
- Pays de production :  France
- Langue originale : français
- Format : Couleurs - 1,33:1 - Mono - 35 mm
- Genre : comédie dramatique
- Durée : 97 minutes
- Date de sortie[1] :
  - France : 19 juin 1991

## Distribution
- Gérard Jugnot : Michel Berthier, cadre au chômage
- Richard Bohringer : Toubib, SDF, ancien brancardier
- Victoria Abril : Juliette, compagne de Michel, hôtesse de l'air
- Ticky Holgado : Crayon, SDF, second de Toubib
- Chick Ortega : Mimosa, grand SDF, perd facilement son sang-froid
- Roland Blanche : Copi, marchand de sommeil
- Éric Prat : Malakian, cadre, ancien supérieur de Michel
- Julien Harlay : Vincent, fils de Juliette
- Beryl Le Lasseur : Émilie, fille de Juliette
- Jean-Claude Leguay : l'Antivol, chauffeur de Rolls Royce
- Charlotte de Turckheim : Rita, prostituée
- Zabou : l'intervieweuse
- Catherine Alcover : Mme Cohen
- Raymond Aquilon : l'Antillais American Bed
- Carole Brenner : la pétasse accidentée
- Pierre Chevallier : l'interne mou
- Michèle Laroque : la chasseuse de têtes
- Guy Laporte : le clochard parfum
- Patrick Timsit : le borgne
- Chantal Ladesou :	l'infirmière violentée
- Franck de Lapersonne : le réceptionniste de l'hôtel
- Laurent Gamelon  : le musclé accidenté
- Yves Belluardo : un clochard

## Production
Après avoir réalisé des comédies (Pinot simple flic et Scout toujours…) et avoir subi un échec cuisant avec le médiéval Sans peur et sans reproche, Gérard Jugnot décide de changer de registre et de faire un film ayant un fond plus dramatique, tout en gardant un certain aspect comique. Il se sert d'un sujet de société important : la chute sociale d'un homme qui se retrouve au chômage, quitte son foyer plein de honte et se retrouve sans domicile fixe, avant de rencontrer des semblables qui lui permettent de survivre et de remonter la pente.
La distribution du film se révèle très riche, allant de vedettes confirmées (Richard Bohringer et Victoria Abril) aux acteurs montants (Zabou, Patrick Timsit, Michèle Laroque), en passant par des comédiens de second rôle de talent (Ticky Holgado, Laurent Gamelon, Roland Blanche, Guy Laporte, Chantal Ladesou).
Dans une interview figurant dans le bonus du Blu-ray, Gérard Jugnot révèle qu'il voulait une pointure pour le rôle du Toubib et songea dans un premier temps à Philippe Noiret qui déclina le rôle.
L'hôtel de luxe où Gérard Jugnot et Richard Bohringer se présentent au réceptionniste pour passer la nuit est l'hôtel Raphael situé au 17 avenue Kléber dans le 16e arrondissement de Paris.

## Bande originale
Francis Cabrel reprend la musique du générique qu'il a composé pour sa chanson Elle dort en 2004.

## Nominations
- Nomination au César du meilleur acteur : Gérard Jugnot
- Nomination au César du meilleur second rôle masculin : Ticky Holgado
- Nomination au César du meilleur espoir masculin : Chick Ortega
- Nomination au César du meilleur scénario original : Gérard Jugnot et Philippe Lopes-Curval

## Musique
Sauf indication contraire ou complémentaire, les informations mentionnées dans cette section proviennent du générique de fin de l'œuvre audiovisuelle présentée ici.
- Tôt ou tard s'en aller - Francis Cabrel

## Diffusion télévisée en France
Dans son enquête de septembre 2014 concernant les meilleures audiences des films en prime time depuis 1989 lors de leur diffusion à la télévision française, Médiamétrie indique qu'Une époque formidable... a été vu par 13,27 millions de téléspectateurs le 23 novembre 1993, arrivant en 17e position des meilleures audiences.